# Rauiella fujisana
Rauiella fujisana är en bladmossart som beskrevs av Hermann Johann O. Reimers 1937. Rauiella fujisana ingår i släktet Rauiella och familjen Thuidiaceae. Inga underarter finns listade i Catalogue of Life.